# واسیل آماشوکلی
واسیل آماشوکِلی (گرجی: ვასილ ამაშუკელი؛ ۱۴ مارس ۱۸۸۶ – ۱ دسامبر ۱۹۷۷) یکی از نخستین تصویربرداران و کارگردانان اهل کشور گرجستان بود که در سینمای گرجستان و جمهوری آذربایجان فعالیت می‌کرد.